# George Washington (inventore)
George Constant Louis Washington (Courtrai, 20 maggio 1871 – Mendham Township, 29 marzo 1946) è stato un inventore statunitense di origine belga e inglese. Sebbene gli venga erroneamente attribuita l'invenzione del primo metodo per produrre il caffè istantaneo, quello di Washington fu il primo che riuscì a ottenere riscontri commerciali su larga scala.
Dopo essere emigrato a New York nel 1897, Washington si applicò in diversi settori tecnici prima di ideare la sua linea di caffè solubile durante un soggiorno nell'America centrale. Nel 1909 fondò la G. Washington Coffee Company con l'intento di rendere popolare il suo prodotto. L'attività commerciale di Washington operò a New York e nel New Jersey e divenne un importante fornitrice di caffè delle forze armate americane durante la prima guerra mondiale. L'azienda di Washington fu venduta all'American Home Products nel 1943, poco prima della sua morte.

## Biografia

### La gioventu

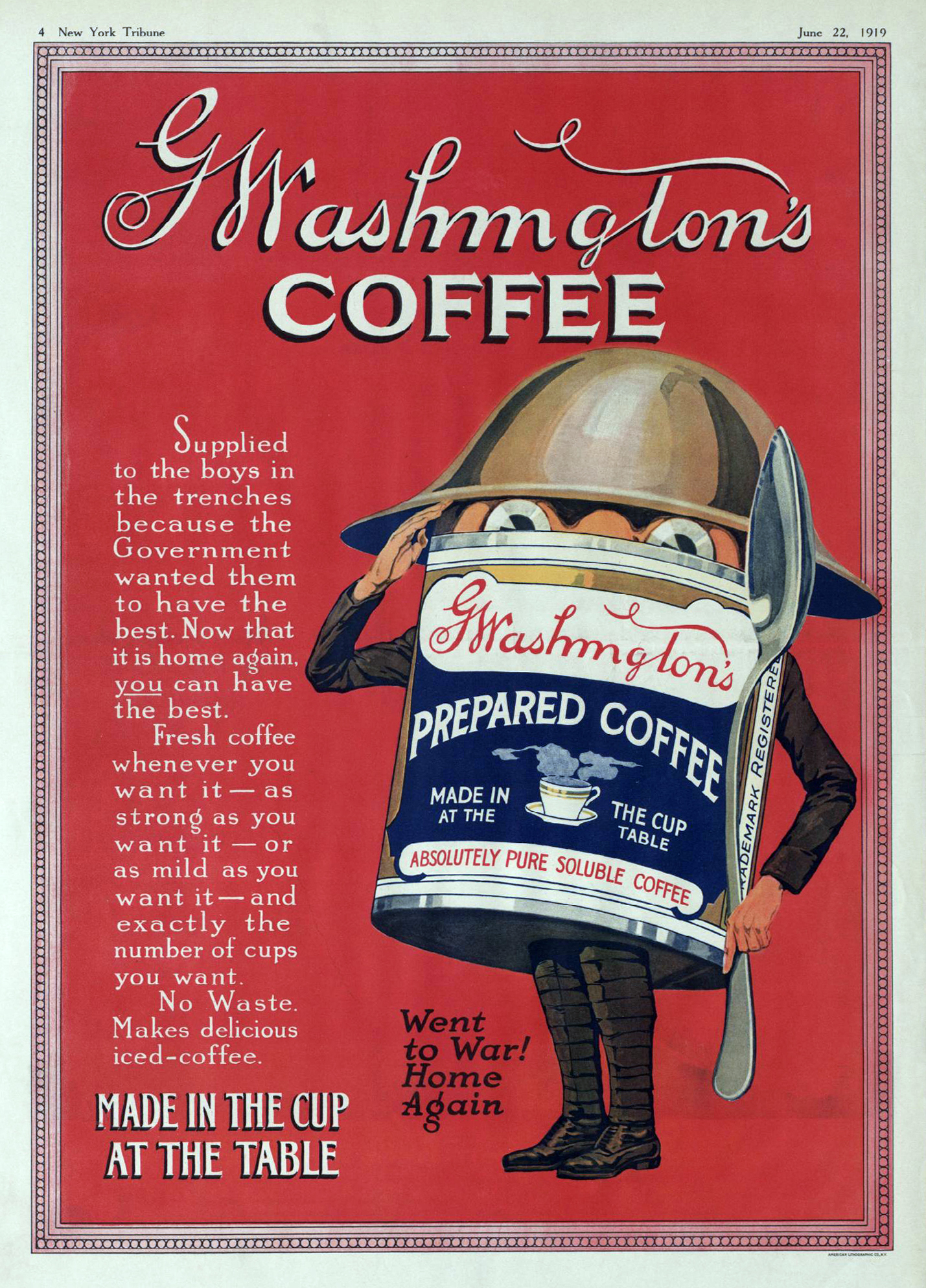
Pubblicità del G. Washington Coffee apparsa sul New York Tribune del 22 giugno 1919

George Washington nacque il 20 maggio 1871 a Courtrai dall'inglese John William Washington e dalla belga Marie Louise Tant. Stando alla legge dell'epoca, che rendeva primaria la nazionalità del padre se i genitori erano di nazionalità diversa, George guadagnò la cittadinanza britannica prima del maggio 1918, anno in cui verrà naturalizzato americano. Almeno sei fratelli di Washington si trasferirono in diverse aree degli USA e dell'America Centrale. Secondo una serie di resoconti, Washington avrebbe dei legami con l'omonimo presidente americano, ma ciò non viene spiegato con chiarezza.
Washington andò a risiedere a Bruxelles e conseguì una laurea in chimica all'Università di Bonn in Germania. Secondo un documento di Ellis Island, Washington sarebbe partito con una nave da aversa e giunto negli Stati Uniti il 6 ottobre 1896 mentre, stando al censimento statunitense del 1900, egli sarebbe giunto sul suolo statunitense l'anno seguente.

### Le prime esperienze lavorative
Dopo essere andato a vivere nei dintorni di New York, Washington fondò un'azienda che produceva reticelle Auer in cherosene. A quel tempo, la famiglia di Washington viveva a New Brighton a Staten Island, ma la sua compagnia, la George Washington Lighting Company, aveva sede nella vicina Jersey City. Questa attività venne abbandonata in seguito all'ideazione delle lampadine a incandescenza. Washington fu anche proprietario di un'azienda di fotocamere per alcuni anni e gli sono attribuiti numerosi brevetti nel campo delle lampade a cherosene, delle fotocamere e dell'industria alimentare.

### I primi successi del caffè solubile
Nel 1906 o nel 1907, Washington andò a vivere per un anno in Guatemala nella speranza di lavorare in un ranch. Forse ispirato dalla la polvere secca sul bordo di una caffettiera d'argento mentre era in Sud America, concepì il suo personale metodo per preparare il caffè istantaneo. Dopo essere tornato negli Stati Uniti, Washington perseguì il suo business del caffè.
Il prodotto di Washington fu commercializzato per la prima volta con il nome Red E Coffee nel 1909 mentre, l'anno successivo, venne aperta la G. Washington Coffee Refining Company. Il primo impianto di produzione di Washington si trovava al 147 41st Street nel Bush Terminal di Brooklyn. Anni dopo, nel 1927, la società trasferirà le sue operazioni nel New Jersey ove acquisirà i terreni per il nuovo stabilimento al numero 45 di East Hanover Avenue di Morris Plains nel 1927.
Le pubblicità del prodotto di Washington promuovevano la sua presunta convenienza, modernità e purezza e asserivano che, rispetto al caffè macinato, era più indicato per digerire e non rendeva insonni. Nonostante ciò, questa pionieristica formula di caffè istantaneo veniva spesso considerata di scarsa qualità, di sapore sgradevole e poco più che una novità.

### La prima guerra mondiale

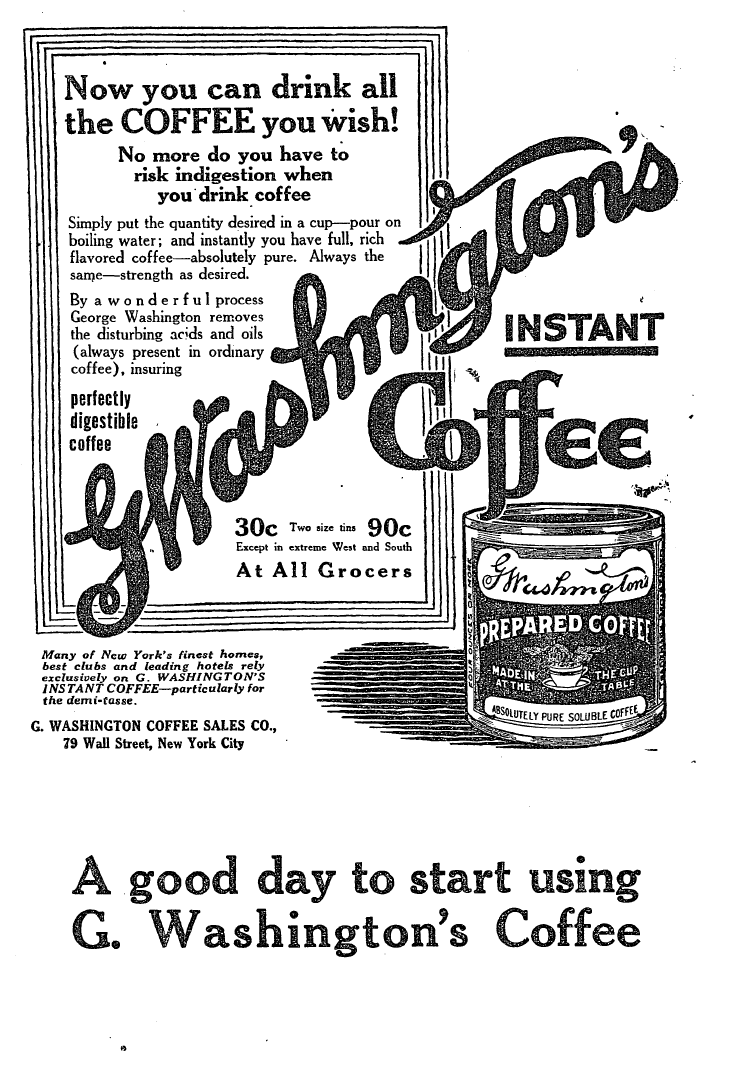
Annuncio pubblicitario del G. Washington Coffee sul New York Times del 23 febbraio 1914

Durante la prima guerra mondiale, il prodotto di Washington venne altamente richiesto dall'esercito statunitense che lo inserì nelle sue razioni da combattimento in quanto, essendo ricco di caffeina, poteva dare energia ai soldati impegnati sul fronte. E.F. Holbrook, capo della sezione caffè del dipartimento di guerra degli USA, lo considerava un importante aiuto per guarire le truppe colpite dal gas mostarda. Il caffè solubile venne anche impiegato dalla Canadian Expeditionary Force dal 1914 fino al 1917, anno in cui essa entrò in guerra; tutta la produzione di quel caffè a fini militari fu indirizzata al solo esercito statunitense durante la guerra. Nel mentre, anche altri produttori minori iniziarono a distribuire il caffè istantaneo all'esercito a causa dell'altissima domanda di caffè fra i soldati che, durante l'ultima fase del conflitto mondiale era sei volte più alta rispetto all'offerta nazionale.

Le razioni d'emergenza della US Army durante la guerra comprendevano un pacchetto di 7 grammi di caffè istantaneo a doppia forza, confezionato per una singola persona in contenitori che presentavano altri alimenti destinati complessivamente a ventiquattro soldati. Il caffè istantaneo veniva anche compreso nelle razioni di riserva e bevuto nelle trincee. I soldati americani gradivano il caffè istantaneo più per l'energia che dava che per il suo sapore e, proprio per questo, tendevano a berlo freddo. Molti di loro lo soprannominavano "tazza di George". In una lettera scritta da un militare americano nelle trincee nel 1918 è scritto: 
Poco più tardi, nel 1920, il nome di Washington venne brevemente proposto per le elezioni presidenziali di quell'anno nelle primarie del Dakota del Sud per il "Partito Americano", anche se i documenti vennero presentati troppo tardi.

### Gli ultimi decenni
Durante la prima metà degli anni trenta, la G. Washington Coffee Company iniziò a sponsorizzare il suo caffè tramite lo show radiofonico The Adventures of Sherlock Holmes della Blue Network. In ciascuna puntata, il Dottor Watson dava il benvenuto agli ascoltatori e dichiarava di narrare i suoi ricordi "davanti a un fuoco ardente e una tazza di G. Washington". L'azienda promosse la sua bevanda anche in altre trasmissioni radiofoniche fra cui O. Henry Stories (1932), Professor Quiz (1936, CBS), Uncle Jim's Question Bee (1936–39) e Surprise Party (1946–47, CBS).
Durante la seconda guerra mondiale, le forze armate statunitensi si affidarono nuovamente alla G. Washington Coffee Company, facendo però maggiormente appello ad altre compagnie di caffè istantaneo che erano intanto emerse fra cui la Nescafé e altre aziende nate specificatamente per soddisfare la richiesta di alimenti militari.
La G. Washington Coffee Refining Company fu acquistata dall'American Home Products nel 1943 e George Washington si ritirò a vita privata. L'acquisto della società, che era principalmente detenuta dalla famiglia, era stata scambiata con 29.860 azioni (circa 1,7 milioni di dollari) di capitale azionario dell'American Home Products durante un periodo in cui quest'ultima stava acquisendo svariate compagnie (34 nell'arco di otto anni). Clarence Mark, direttore generale della G. Washington, ebbe il compito di gestire la fusione delle due aziende che era stata precedentemente avviata da Washington.
George Washington morì di malattia il 29 marzo 1946 a Mendham, nel New Jersey, all'età di 74 anni. Il suo funerale si tenne tre giorni dopo.

### Dopo la morte
Sebbene la G. Washington avesse chiuso i battenti nel 1961, anno in cui lo stabilimento del New Jersey di Washington fu venduto alla Tenco, una divisione della Coca-Cola Company, il marchio Washington venne adottato dalla Seasoning & Broth, una linea laterale della G. Washington avviata nel 1938. Questo marchio venne venduto dall'American Home Products nel 2000 e, dopo aver attraversato un paio di intermediari, venne gestito dalla Homestat Farm, Ltd. a partire dal 2001.

## Vita privata
Washington era sposato con Angeline Céline Virginie (in seguito rinominata Lina) Van Nieuwenhuyse e aveva tre figli: Louisa Washington (nata nel maggio 1897), Irene Washington (nato nel maggio 1898), e George Washington Jr. (nato l'agosto 1899). Quest'ultimo prestò servizio per un certo periodo presso la tesoreria della compagnia di suo padre e brevettò un fortunato processo di fotoincisione introdotto dalla Fairchild Camera and Instrument nel 1948.
Washington risiedeva in un'enorme residenza di Park Slope, a Brooklyn, e in un'altra casa di campagna con 18 camere da letto a Brookhaven, che all'epoca comprendeva la più grande piscina in cemento dello stato di New York. Nel 1927, in seguito al trasferimento della sua azienda nel New Jersey, Washington tentò più volte di vendere la sua casa di Park Slope e si trasferì nell'ex tenuta del governatore Franklin Murphy di Mendham, nota come "Franklin Farms". Essendo un amante degli animali esotici, Washington fece costruire dei serragli nelle sue proprietà di campagna in cui vivevano scimmie, capre, antilopi, uccelli rari e altre specie. Durante i suoi ultimi anni di vita, l'inventore lasciò la tenuta di Mendham e andò a vivere in un'altra casa a New Vernon Road, sempre a Mendham.

## Controversie
Washington ebbe alcuni problemi di natura fiscale con le autorità federali. Nel novembre del 1918, avrebbe infatti stipulato un contratto con la società per permettere a questa di utilizzare i segreti industriali della fabbricazione del caffè e, un mese dopo, avrebbe dato quattro quinti di partecipazione alla sua famiglia. Sebbene i Washington avessero insistito sul fatto che non è necessario pagare le tasse sul reddito dei familiari, la questione venne discussa dapprima alla commissione per i ricorsi fiscali e in seguito alla Corte d'appello che, nel 1927, si pronunciò a sfavore dei Washington.